# Stomias longibarbatus
Stomias longibarbatus és una espècie de peix de la família dels estòmids i de l'ordre dels estomiformes.

## Morfologia
- Els mascles poden assolir 43 cm de longitud total.[4][5]

## Hàbitat
És un peix marí i d'aigües profundes que viu entre 400-1.463 m de fondària.

## Distribució geogràfica
Es troba a l'Atlàntic oriental (des de Portugal fins a la República Democràtica del Congo, i des de Namíbia fins a Sud-àfrica), l'Atlàntic occidental (des dels Estats Units fins al Golf de Mèxic, i des del Brasil fins a l'Argentina), el Pacífic occidental (Japó, Austràlia i Nova Zelanda), el sud-est del Pacífic (Xile) i l'Índic.